# Gravedad inducida
Gravedad inducida (o gravedad emergente) es una propuesta teórica que puede ubicarse en el campo de la gravedad cuántica, según la cual la interacción gravitatoria y por tanto, según la teoría de relatividad general, la propia noción continua de espacio-tiempo, serían propiedades emergentes de ciertos grados de libertad microscópicos desconocidos por ahora. La analogía presentada más usualmente es la emergencia de las ecuaciones de la mecánica de fluidos a partir de la mecánica estadística. El concepto fue propuesto originalmente por Andréi Sákharov en 1967.
Sákharov observó que muchos sistemas de materia condensada daban lugar a unos fenómenos emergentes que eran idénticos a la relatividad general. Por ejemplo, los defectos cristalinos pueden parecer como las curvaturas y torsiones en un espacio-tiempo de Einstein-Cartan. Esto permite crear una teoría de la "gravedad con torsión" a partir de un modelo de espacio-tiempo de un mundo de cristal  en el cual el espacio de rejilla es del orden de una longitud de Planck. La idea de Sákharov comenzaba con una variedad pseudoriemanniana, que era el espacio-tiempo de la teoría, en la que se definía una conexión con torsión, en ese marco contexto se consideraban campos cuánticos (materia), pero sin introducir explícitamente ninguna dinámica gravitacional. Esto da lugar a una acción efectiva con un orden de una vuelta que contiene la acción de Einstein-Hilbert con una constante cosmológica. En otras palabras, la relatividad general aparece como una propiedad emergente de los campos de materia y no es introducida a mano. Por otro lado, tales modelos predicen constantes cosmológicas enormes.
Se discute que los modelos particulares propuestos por Sákharov y otros resultan imposibles por el teorema de Weinberg-Witten. Pero, los modelos con gravedad emergente son siempre posibles, mientras que otras cosas, como las dimensiones del espacio-tiempo, emerjan juntas con la gravedad. Desarrollos en la correspondencia AdS/CFT después de 1997 sugieren que los grados de libertad microfísicos en la gravedad inducida podrían ser radicalmente diferentes. El espacio-tiempo en bruto surge como un fenómeno emergente de los grados de libertad cuánticos que existe en los límites del espacio-tiempo.